# 1964 في نيوزيلندا
فيما يلي قوائم الأحداث التي وقعت خلال عام 1964 في نيوزيلندا.

## رياضة
- 1 يناير – كأس نيوزيلندا 1964 الفائز Three Kings United [الإنجليزية]‏.
- 9 فبراير – جائزة أستراليا الكبرى 1964 الفائز جاك برابهام.

## مواليد

### يناير
- 1 يناير – بروس كيندال
- 1 يناير – ستيف روش ملحن نيوزيلندي.
- 1 يناير – غلين كولكوهون شاعر نيوزيلندي.
- 1 يناير – مارتن ديفلن مقدم نيوزيلندي.
- 1 يناير – ميلتون هايغ لاعب رغبي نيوزيلندي.
- 4 يناير – روب هاميل سياسي نيوزيلندي.[1]
- 28 يناير – سيمون ريتشاردز لاعب كريكت نيوزلندي.
- 31 يناير – بيرني سميث لاعب دارت نيوزيلندي.

### فبراير
- 10 فبراير – جون كامبل مقدم تلفزيوني نيوزيلندي.
- 12 فبراير – تانيا موس لاعبة جمباز إيقاعي نيوزيلندية.
- 18 فبراير – أندي هاي مُجدّف نيوزيلندي.[2]
- 20 فبراير – بين هاريس لاعب كركيت نيوزيلندي.
- 22 فبراير – براد مكغان مخرج أفلام نيوزيلندي.

### مارس
- 23 مارس – جون ميتشيل لاعب اتحاد رغبي نيوزيلندي.

### أبريل
- 3 أبريل – بوبي تشين مقدم تلفزيوني نيوزيلندي.
- 5 أبريل – فرد دي جونغ لاعب كرة قدم نيوزيلندي.[3]
- 7 أبريل – راسل كرو ممثل أسترالي ومنتج افلام وموسيقي.[4]

### مايو
- 27 مايو – جويل هايوارد مؤرخ نيوزيلندي.
- 27 مايو – مارتن برادلي لاعب كريكت نيوزلندي.

### يونيو
- 7 يونيو – آن هير منافِسة أوليمبية نيوزيلندية.[5]
- 12 يونيو – لورين داونز
- 19 يونيو – مايكل كيني ملاكم نيوزيلندي.

### يوليو
- 24 يوليو – فيل كوفين لاعب رغبي نيوزيلندي.
- 31 يوليو – كرايغ تومسون سياسي أسترالي.

### أغسطس
- 4 أغسطس – ديريك سكوت لاعب كريكت نيوزلندي.

### سبتمبر
- 3 سبتمبر – ديفيد لويس لاعب كرة مضرب نيوزيلندي.
- 19 سبتمبر – هيلين كيلي
- 21 سبتمبر – باول هندرسون لاعب اتحاد رغبي نيوزيلندي.
- 30 سبتمبر – داريل وليامز

### أكتوبر
- 3 أكتوبر – شاين كوتن فنان نيوزيلندي.[6]
- 12 أكتوبر – باول مكغاهان لاعب رغبي نيوزيلندي.

### نوفمبر
- 1 نوفمبر – تشاد تايلور كاتب نيوزيلندي.
- 3 نوفمبر – بريان يونغ لاعب كركيت نيوزيلندي.
- 6 نوفمبر – مايك بروير لاعب اتحاد رغبي نيوزيلندي.

### ديسمبر
- 3 ديسمبر – آنا ريتشاردز لاعبة رغبي نيوزيلندية.
- 5 ديسمبر – برينت تود لاعب دوري رغبي نيوزيلندي.
- 14 ديسمبر – ريبيكا غيبني ممثلة أسترالية.
- 16 ديسمبر – جون كيروان
- 24 ديسمبر – نيك سميث سياسي نيوزيلندي.

## وفيات

### يناير
- 1 يناير – بيل هووبر (مواليد 1900) لاعب كرة قدم نيوزيلندي.
- 22 يناير – تشارلز غيليسبي (مواليد 1883)
- 28 يناير – إدوارد جويس (مواليد 1904) قس نيوزيلندي.

### مارس
- 31 مارس – سيد رايلي (مواليد 1878) لاعب رغبي أسترالي.

### أغسطس
- 31 أغسطس – هيو دونكان (مواليد 1898) لاعب كريكت نيوزلندي.